# Barybas aenea
Barybas aenea är en skalbaggsart som beskrevs av Moser 1919. Barybas aenea ingår i släktet Barybas och familjen Melolonthidae. Inga underarter finns listade.